# Pteroptrix deserta
Pteroptrix deserta är en stekelart som först beskrevs av Prinsloo och Neser 1990.  Pteroptrix deserta ingår i släktet Pteroptrix och familjen växtlussteklar. Inga underarter finns listade i Catalogue of Life.